# 斯坦福德鎮區 (伊利諾伊州克萊頓)
斯坦福德鎮區（英語：Stanford Township）是位於美國伊利諾伊州克萊縣的一個行政鎮區。

## 地方資料
根據2010年美國人口普查的數據，斯坦福德鎮區的面積為137.40平方千米，當中陸地面積為137.20平方千米，而水域面積為0.20平方千米。當地共有人口575人，而人口密度為每平方千米4.18人。